# Третьякова, Екатерина Евгеньевна
Екатерина Евгеньевна Третьякова (до 2010 года — Стародубова; род. 19 октября 1984, Челябинск) — российская волейболистка, либеро, игрок сборной России (2009, 2017), мастер спорта.

## Биография
Екатерина Стародубова является воспитанницей челябинской СДЮСШОР «Юность-Метар». Профессиональную карьеру начинала в Санкт-Петербурге в фарм-команде «Ленинградки», играя в амплуа доигровщицы, а в сезоне-2006/07 заменила на позиции либеро в первой команде «Ленинградки» ушедшую в декретный отпуск Марию Купчинскую. По окончании сезона была приглашена в белгородский «Университет-Белогорье». В ноябре 2008 года добилась первого крупного достижения в клубной карьере, став победительницей Кубка России.
В 2009 году Екатерина Стародубова выступала за сборную России. В составе команды Владимира Кузюткина стала победительницей Кубка Бориса Ельцина и серебряным призёром Гран-при, сыграв в 13 матчах турнира. В качестве второй либеро Екатерина вошла в состав команды на чемпионат Европы, но не попадала в заявки на матчи.
В конце 2009 года Екатерина Стародубова вышла замуж за Михаила Третьякова, статистика сборной России. Летом 2010 года после расформирования белгородского «Университета-Технолога» подписала контракт с «Уралочкой»-НТМК, но в связи с рождением ребёнка сезон-2010/11 пропустила и первый матч за «Уралочку» в чемпионате России провела в октябре 2011 года.
С 2013 года Екатерина Третьякова в течение двух лет защищала цвета московского «Динамо», затем на один сезон вернулась в «Ленинградку», а в 2016 году перешла в краснодарское «Динамо».
В 2017 году вновь была вызвана в сборную России и выступала в её составе на всех турнирах сезона.

## Достижения
- Серебряный призёр Гран-при (2009).
- Обладательница Кубка Ельцина (2009), серебряный призёр Кубка Ельцина (2017).
- Серебряный (2013/14, 2014/15) и бронзовый (2011/12) призёр чемпионатов России.
- Обладательница Кубка России (2008, 2013), бронзовый призёр Кубка России (2014, 2020).